# Municipio de Tetipac
El municipio de Tetipac es uno de los 85 municipios que conforman el estado de Guerrero. La cabecera del municipio es la localidad de Tetipac.

## Toponimia
El nombre del municipio deriva de los vocablos nahuas tetli, “piedra” e ícpac, “sobre” por lo que se interpreta que Tetipac significa “sobre las piedras”.

## Reseña histórica
A principios de nuestra era arribaron a la entidad los chichimecas, quienes dominaron y asimilaron la cultura de diversos grupos y con el paso del tiempo dieron lugar a la formación de nuevos pueblos, algunos de los cuales se mezclaron con otros grupos de inmigrantes. Alrededor del siglo X Tetipac estaba habitada por el grupo Chontal que tenía su propio idioma.

### La Colonia
En 1533 al crearse el régimen de las reales audiencias y las alcaldías mayores, como parte de la primera división política de la Nueva España, Tetipac y Nochtepec quedaron integrados a la alcaldía mayor de Taxco.
Durante la colonia Noxtepec fue un importante centro arriero y era paso importante para el comercio en el sur. En la segunda mitad del siglo XVIII la organización política de la Nueva España fue reorganizada y se creó el régimen de intendencias y partidos.
Tetipac quedó integrado al partido de Taxco de la intendencia de México. Al consumarse la Independencia y crearse el régimen monárquico, Vicente Guerrero quedó a cargo de la Capitanía General del Sur, en cuya jurisdicción quedó incluido Tetipac y en 1824 al instalarse la primera República federalista, fue incorporado el distrito de Taxco del estado de México.
En 1850 al erigirse el estado de Guerrero formó parte del municipio de Taxco, hasta que en 1862 fue constituido como municipio, formando parte del distrito de Taxco. Actualmente pertenece a la jurisdicción del distrito de Alarcón.

## Monumentos históricos
Los vestigios localizados en la comunidad de Chontalcuatlán y que presenta características de la cultura teotihuacana; las grutas del Sumidero, Malhuatla y de Guapango, muestra las herencias culturales de los grupos indígenas que habitaron en el municipio.
Templo de la Santa Cruz, construido en el siglo XVII.

## Geografía
El municipio integra la Región Norte, y su altitud varía entre 1200 y 2800 m s. n. m.
Sus coordenadas geográficas extremas son 99°47′11.4″ O - 99°32′11.4″ O de longitud oeste y 18°34′48.72″ N - 18°44′14.28″ N de latitud norte.
Tetipac tiene una superficie aproximada de 218 km². Limita al norte con el municipio de Pilcaya, al sur con el municipio de Taxco de Alarcón, al suroeste con el municipio de Pedro Ascencio Alquisiras y al oeste con el municipio de Zacualpan, este último del estado de Estado de México.
Según la clasificación climática de Köppen, el clima corresponde al tipo Aw - Tropical seco.
La totalidad de la superficie del municipio está incluida dentro de la Sierra Madre del Sur. El recurso hídrico del municipio se basa en los ríos Acevedolla, Chapulines, Las Damas, Machazantla, Tlamolonga, Jabalí y El Zopilote, todos ellos tributarios del río Chontalcoatlán.

## Demografía
De acuerdo a los resultados del Censo de Población y Vivienda de 2020 realizado por el Instituto Nacional de Estadística y Geografía, la población total del municipio es de 13 552 habitantes, lo que representa un crecimiento promedio de 0.33% anual en el período 2010-2020 sobre la base de los 13 128 habitantes registrados en el censo anterior. Al año 2020 la densidad del municipio era de 62,22 hab/km².
| Gráfica de evolución demográfica de Municipio de Tetipac entre 2000 y 2020 |
|                                                                            |
| Fuente: Instituto Nacional de Estadística Geografía e Informática          |

El 48.7% de los habitantes eran hombres y el 51.3% eran mujeres. El 90.2% de los habitantes mayores de 15 años (8588 personas) estaba alfabetizado. 

En el relevamiento realizado en 2020 solo 43 personas indicaron ser indígenas.
En el año 2010 estaba clasificado como un municipio de grado medio de vulnerabilidad social, con el 31.37% de su población en estado de pobreza extrema. Según los datos obtenidos en el censo de 2020, la situación de pobreza extrema afectaba al 31% de la población (4596 personas).

### Localidades
En el censo de 2020 el municipio de Tetipac contaba con 51 localidades.
| Código INEGI      | Localidad         | Población (2020) |
| ----------------- | ----------------- | ---------------- |
| 120600001         | Tetipac           | 2 265            |
| 120600007         | Chontalcoatlán    | 1 273            |
| 120600024         | San Gregorio      | 1 112            |
| Otras localidades | Otras localidades | 8 902            |
| Total municipal   | Total municipal   | 13 552           |

## Salud y educación
En 2010 el municipio tenía un total de 5 unidades de atención de la salud, con 6 personas como personal médico. Existían 40 escuelas de nivel preescolar, 41 primarias, 14 secundarias y 1 bachillerato.

## Actividades económicas
Según el número de unidades destinadas a cada sector, las principales actividades económicas del municipio son el comercio minorista, la elaboración de productos manufacturados y, en menor escala, la prestación de servicios de alojamiento temporal y preparación de alimentos y bebidas.